# Обрушение угольной шахты «Коулбрук»
Обрушение угольной шахты «Коулбрук» — крупнейшая техногенная катастрофа в горной промышленности Южно-Африканской Республики — произошло 21 января 1960 года. Из 438 горняков, находившихся под землёй в зоне катастрофы, выжил лишь один. Главной причиной обрушения стало извлечение из шахты бо́льшей доли угля, чем позволяли геологические условия и применявшиеся технологии. Руководители систематически уменьшали размеры неизвлекаемых целиков и межкамерных барьеров, поддерживавших своды, тем самым уменьшая их несущую способность. В конце 1959 года случайное обрушение отработанного, недействовавшего опытного участка шахты спровоцировало разлом долеритовой плиты, располагавшейся над угольным пластом. Опасность осталась незамеченной, и 24 дня спустя в окрестности аварийного участка произошла серия катастрофических обрушений целиков и барьеров, уничтожившая всю восточную часть шахты — 324 гектара горных выработок.

## Предыстория
Шахта «Коулбрук» (англ. Coalbrook) была заложена в 1905 году на землях в 100 км к югу от Йоханнесбурга, в черте современного города Сасолбург. Запасы угля на этом месторождении состоят из трёх пластов. Наиболее ценный пласт № 2, мощностью около 6 м, лежит на глубине около 140 м от поверхности и практически не имеет падения, за исключением труднодоступных областей на окраинах месторождения. Выше и ниже него расположены пласты № 1 и № 3, мощностью до 2 м и до 3 м соответственно, отделённые от пласта № 2 слоями сланцев и известняка. Между пластом № 1 и поверхностью залегает плита из твёрдого долерита мощностью около 40 м.
В первые десятилетия работы шахты добыча угля велась исключительно на пласте № 2 по камерно-столбовой системе без обрушения отработанных выработок. План выработки был составлен консервативно: расстояние между осями смежных камер составляло 24,4 м, а ширина каждой камеры не превышала 7,3 м — таким образом, остававшиеся после очистки столбы (опорные межкамерные целики) имели размеры не менее 14×14 м. Ширина барьеров (ленточных целиков) между смежными панелями составляла также 24,4 м, а высота забоя — всего 2,4 м. Добыча остававшейся, верхней части пласта не производилась из-за низкого качества этих углей, а из используемой нижней части более половины запасов оставалось в целиках. С 1932 года руководство шахты начало последовательно уплотнять выработки. К 1949 году расстояние между центрами камер сократилось до 18,3 м, с соответствующим уменьшением размеров межкамерных целиков, а толщина межпанельных целиков — до 12,2 м. Производилась и дополнительная выемка «карманов» угля из опорных столбов, ещё более ослаблявшая их несущую способность. Благодаря этим мерам к 1950 году добыча угля выросла до 1600 тонн в сутки.

Этапы развития подземных выработок. Размеры шахтного поля к 1960 году — 5,6 км по оси запад — восток и 3,7 км по оси север — юг

Интенсификация выемки угля в 1950-е годы по сравнению с началом XX века (схематично)
А: увеличение высоты выборки пласта
Б: уменьшение межпанельных барьеров
B: уменьшение опорных столбов, выборка «карманов»

Абсолютное большинство рабочих шахты были чернокожими выходцами из соседнего Басутоленда и восточно-африканских владений Португалии. Места бригадиров, инструкторов и мастеров-взрывников были законодательно закреплены за белыми; фактически же опасные взрывные работы также выполняли чернокожие. Большинство чернокожих работников учились профессии на рабочих местах. Профессиональную подготовку получали лишь немногие, специально отобранные и прошедшие особые испытания рабочие, занимавшие места звеньевых (англ. boss boys) на подземных работах и контролировавшие массы рядовых африканцев.
В 1950 году владельцы шахты выиграли конкурс на поставку угля новой электростанции, запланированной к строительству в Крагброне. Для выполнения контракта следовало в течение четырёх лет строительства довести добычу угля «Коулбруком» до 10 тысяч тонн в сутки, однако приглашённые энергетиками эксперты усомнились в возможностях шахты. По их мнению, слабая несущая способность пласта № 2 не позволяла увеличить высоту забоя свыше 2,9 м, при этом как минимум 60 % угля из этого слоя следовало оставлять в целиках. Владельцы с экспертами не согласились, и начали форсированно наращивать добычу. Размеры шахтного поля увеличились до 5,6 км по оси запад — восток и до 3,7 км по оси север — юг. К 1957 году высота забоя выросла по всей шахте до 4,3 м, а в отдельных её участках до 5,5 м — что вызвало череду локальных, пока не катастрофических, обрушений. После вмешательства горных инспекторов компания вынужденно уменьшила высоту забоя до 4,3 м; годовая добыча 1958 года составила «всего» 2,26 млн тонн — в 17 раз больше, чем в 1954 году.

## Эксперимент
Владельцы шахты, недовольные достигнутыми объёмами, решили нарастить их за счёт повторной проходки старых выработок — с увеличением высоты забоя и с частичной выборкой оставленных ранее целиков. Для проверки этого решения они провели опытную повторную очистку отработанного в 1952 году участка № 10, расположенного на северной окраине шахтного поля. С запада к нему примыкал ещё не тронутый проходкой пласт, с востока располагались основные действующие участки шахты. С точки зрения безопасности и корректности эксперимента его следовало проводить на более старых участках, расположенных на западе шахтного поля, но по соображениям удобства работ руководство выбрало именно десятый участок.
Опытные работы — очистка верхней части пласта, уменьшение габаритов целиков, выемка «карманов» из уменьшенных целиков — затронули площадь в 3 га и благополучно завершились к марту 1959 года. За время эксперимента не произошло никаких чрезвычайных происшествий, и руководство дало добро на распространение новой практики на всю территорию участка. Тем временем в примыкавших к нему участках также продолжалась добыча, последовательно ослаблявшая несущую способность пласта. Никаких средств измерить или хотя бы оценить её на шахте не было — инженеры полагались лишь на собственный слух и зрение.
Около 19:00 28 декабря 1959 года десятый участок обрушился. Отработанный «опытный полигон» был навсегда погребён массами породы. По счастливой случайности инцидент пришёлся на нерабочую смену, когда на участке не было ни одного шахтёра. Лишь один человек, находившийся далеко от места обрушения, был сбит с ног неожиданным потоком воздуха и получил травмы. Опрос рабочих, занятых в предшествовавшую дневную смену на смежном участке, не выявил каких-либо признаков надвигающегося обрушения. После обрушения на этом участке были явно слышны шумы деформирующихся сводов и целиков, но за три дня они полностью стихли. Компания предпочла сохранить происшествие в тайне, а посетивший шахту 11 января инспектор не обнаружил ничего подозрительного.

## Катастрофа
Около 16:00 21 января 1960 года шахтёры, работавшие под землёй к западу от участка № 10, услышали громкий шум — своего рода «выстрелы», доносившиеся со стороны обрушившихся в декабре выработок, — и характерный треск оседающих от чрезмерной нагрузки целиков. Старший смены остановил работы и вывел людей из забоев; по пути они были сбиты с ног сильным порывом воздуха со стороны участка № 10. Около 16:20 аналогичные шумы и хлопки наблюдались к югу от участка № 10. В 16:45 сейсмографы зарегистрировали подземный толчок магнитудой 0,5 по шкале Рихтера. Начальник подземных работ и исполняющий обязанности директора шахты (сам директор в этот день был в отпуске) немедленно спустились под землю для выяснения обстановки. Как оказалось, все вентиляционные перемычки в окрестности участка № 10 были уничтожены. В воздухе нарастала концентрация метана, но не было следов угарного газа — что исключало версию о взрыве рудничных газов. На поверхности земли над участком № 10 образовался провал.
Оценив обстановку, менеджеры сделали вывод, что провал снял избыточное напряжение, накапливавшееся в породах над участком № 10, и оно более не представляет опасности. Два участка, непосредственно примыкавшие к участку № 10, были закрыты и эвакуированы, остальные продолжили работу. Небольшая группа горняков приступила к восстановлению вентиляционных перемычек, а большинство были по-прежнему сосредоточены в двух противоположных, изолированных участках на северо-западе и на восточной окраине шахтного поля. Никто на шахте не знал, что в это же время на поверхности разрасталась трещина, достигшая к 18:30 длины в 1,2 км. По позднейшим сообщениям левой газеты New Age, группа из пяти шахтёров-африканцев попыталась бежать на поверхность, но была остановлена охраной. Двое непокорных отправились под арест, трое согласились вернуться в шахту, но в последний момент сумели вырваться на свободу. Вероятно, полагает профессор Дурбанского университета Деннис Шауффер, шахтёры догадались о грозящей катастрофе по необычному, паническому поведению крыс. Менеджеры, по мнению Шауффера, спускались под землю не для решения технических вопросов, но для принуждения шахтёров к работе.
В начале восьмого часа вечера рабочие, восстанавливавшие вентиляционные перемычки, услышали нарастающий грохот со стороны аварийного десятого участка; в то же время приборы зафиксировали выброс метана. Шахтёры бросились бежать, но по пути были сбиты с ног мощным потоком воздуха и пыли. Ураганный вихрь не стихал в течение десяти минут, не давая людям подняться; в 19:26 сейсмографы зафиксировали начало пятиминутной серии подземных толчков магнитудой 1,0 по шкале Рихтера. Когда вихрь постепенно спал, люди бросились бежать. Как выяснилось позже, все ремонтники и все рабочие северо-западных участков сумели благополучно выйти на поверхность; из 438 рабочих восточных участков не выбрался ни один. Руководители шахты вновь спустились под землю и обнаружили, что все проходы к восточным участкам завалены обрушенной породой. Лишь один из 438 пропавших, занятый на откатке угля к центральному копру, был найден живым и выведен на поверхность.
Обследование поверхности показало, что провал над участком № 10 достиг диаметра 150 м и глубины от 1,8 до 2,1 м. К востоку от него, на площади примерно 324 га, расползлась сеть трещин, а уровень поверхности опустился в среднем на 0,5 м. Так стало ясно, что подземное обрушение затронуло всю восточную часть шахтного поля. Опорные целики, подобно костям домино, один за другим разрушились под нагрузкой. Цепная реакция останавливалась, лишь дойдя до границы выработки, либо до старых выработок с широкими целиками.

## Попытки спасения
Спасательная операция, продолжавшаяся несколько недель, привлекла внимание репортёров всех центральных газет и радиостанций страны, а также особого отдела (англ. Special Branch) южноафриканской полиции. Спасатели сразу поняли, что добраться в восточные участки шахты можно только с поверхности. На окраине шахтного поля были развёрнуты буровые установки, срочно доставленные с соседних шахт. Долеритовая плита долго не поддавалась буровым коронкам; лишь через одиннадцать дней после катастрофы первая скважина достигла пустот в месте, где недавно шла добыча угля. Опущенный в скважину микрофон зафиксировал лишь звук падающих капель воды. Датчики других скважин обнаружили полностью затопленные пустоты, высокую концентрацию метана, но никаких признаков жизни.
Несколько дней спустя операция была свёрнута; 437 человек были признаны погибшими. В их числе было шесть белых шахтёров и 210 чернокожих выходцев из восточно-африканских владений Португалии; остальные погибшие принадлежали к южноафриканским племенам из Басутоленда. Вдовы белых шахтёров получили пожизненные пенсии в размере от 30 до 75 южноафриканских фунтов в месяц. Вдовам чернокожих достались лишь разовые пособия, не превышавшие 252 южноафриканских фунтов, выплачивавшиеся ежемесячно по 3—4 фунта.
По данным краеведа Хорста Мюллера, шахта возобновила добычу угля 18 марта 1960 года. В марте 1961 года произошло очередное обрушение, и северная часть шахты вместе с главным, северным, стволом была навсегда закрыта. Добыча в южной части шахтного поля, которую обслуживал особый южный ствол, продолжалась до 1990 года.

## Выводы
По воспоминаниям журналиста Беньямина Погрунда, уже в первые дни после катастрофы возникли устойчивые слухи, что её причиной стало извлечение бо́льшей доли угля, чем позволяла несущая способность породы. Государственные органы в целом поддержали это мнение, но преследовать владельцев и менеджеров шахты не стали, ограничившись рекомендациями на будущее. Мнение об избыточной выемке угля и недостаточном запасе прочности «оптимизированных» целиков стало преобладающим в среде профессиональных шахтёров. В рамках этой гипотезы непосредственным «виновником» происшедшего стал разлом долеритовой плиты над участком № 10. В нормальных условиях плита воспринимала и перераспределяла нагрузку от вышележащих слоёв породы, предохраняя опорные целики от чрезмерных нагрузок. После первого разлома некогда монолитная плита треснула и превратилась в пару несвязанных консолей; после второго разлома свободные концы этих консолей сдавили и разрушили перегруженные, малогабаритные целики восточных участков, вызвав цепную реакцию обрушения. Крупногабаритные целики старых западных и южных участков устояли. Малогабаритные целики северо-западных участков также выдержали нагрузку, так как были защищены массивными межпанельными барьерами.
Горнякам срочно требовалась надёжная методика расчёта прочности опорных целиков; связанная проблема прочности шахтных сводов до поры до времени оставалась на втором плане. Давно известные формулы сопротивления материалов плохо подходили для угольных шахт из-за большого разброса характеристик углей и отсутствия методик экстраполяции характеристик образцов на большие массивы целиков и барьеров. Исследователи сосредоточились, с одной стороны, на испытаниях прочностных свойств углей, а с другой — на статистической обработке данных об уже состоявшихся обрушениях. В 1967 году работавшие в Южной Африке Миклош Саламон и А. Манро, обобщив характеристики 27 обрушившихся и 92 исправных целиков, предложили эмпирическую формулу Саламона — Манро, ставшую классической. C подачи Саламона в обиход горняков англоязычного мира вошло понятие «коэффициента безопасности» (англ. safety factor) — безразмерной характеристики целика, характеризующей вероятность его обрушения.
Эмпирическая методика Саламона, опиравшаяся лишь на статистику обрушений, не нуждалась в точных измерениях и трудоёмких вычислениях, но имела принципиальный недостаток — зависимость от выборки исторических данных, положенных в основу модели. По этой причине в последующие десятилетия методика несколько раз уточнялась с учётом новейших данных. С 1990-х годов исследователи применяют раздельный учёт статистики по шахтам с прочными и со слабыми углями (к которым относятся все шахты ваальского бассейна, в том числе «Коулбрук»). По оценкам начала XXI века, последовательное применение норм безопасности, восходящих к методике Саламона — Манро, позволило снизить вероятность обрушений южноафриканских шахт в четыре раза, ценой потери примерно 600 миллионов тонн угля в неизвлекаемых целиках.

## Комментарии
1. 1 2  При камерно-столбовой системе (англ. bord and pillar mining) панель горной выработки (её размер в «Коулбруке» составлял до 300 м в ширину и до 900 м в длину[5]) разрабатывается параллельными камерами — горизонтальными тоннелями. Между камерами обязательно оставляют протяжённые целики — нетронутые участки пласта, поддерживающие свод. После выемки камер в двух направлениях, пересекающихся под прямым углом, в выработке остаются нетронутыми столбы — квадратные в плане опорные целики. Они могут в последующем разрабатываться (система с контролируемым обрушением) или оставаться (система без обрушения)[7].
2. ↑  Горные и геологические термины англоязычных источников переводятся в соответствии с Барон Л. И., Ершов Н. Н. Англо-русский горный словарь. — М. : Гос. издательство физико-математической литературы, 1958.
3. ↑  Планы, составленные во время Второй Мировой войны, предусматривали строительство сети тепловых электростанций. Фактически, шахта «Коулбрук» служила основным поставщиком двум электростанциям. ТЭС Вирфонтен была заложена в марте 1950 года. Первая очередь дала первый ток 4 мая 1953 года, а полная мощность в 360 МВт была достигнута в июле 1958 года. ТЭС Тайбос (Taaibos) выдала первый ток в феврале 1959 года и вышла на максимальную мощность 480 мВт в 1963 году. В 1980-е годы, по мере ввода в строй новейших электростанций, производство на старых ТЭС постепенно сворачивалось; электростанция Вирфонтен была закрыта в 1990 году и вскоре снесена. Электростанция Тайбос была законсервирована в 1986 году и снесена в 2000-е годы[15][16].
4. ↑  Вентиляционные перемычки — деревянные, кирпичные или бетонные перегородки, предназначенные для изоляции отработанных выработок, а также для разделения потоков свежего и загрязнённого воздуха[19].